# 趙重衍
趙 重衍（チョ・ジュンヨン、朝鮮語: 조중연、1936年7月22日 - 1998年11月17日）は、大韓民国の政治家。第10・11・15代韓国国会議員。本貫は豊壌趙氏。

## 経歴
忠清南道舒川郡出身。公州高等学校を経て成均館大学校政治学科卒業。在学中に全国学生連盟の委員長を務め、学生代表として東南アジア各国を歴訪し、その後も農漁民実態を調査しようとして32カ国を訪問した。
政界入り後は民政党・新民党中央常務委員、中央政策委員、新民党忠南第5地区党委員長を歴任した。1973年3月14日に新民党の統一問題特別委員会委員に任命された。1981年1月23日に民主韓国党事務次長に金泰洙とともに任命され、1984年9月12日に柳致松総裁により同党党務委員に任命された。その後は民韓党中央党事務長、院内首席副総務を経て、1996年6月15日に民主党の組織改編の際に事務総長に任命された。
ハンナラ党所属の第15代国会議員として在職中、肺癌により62歳で死去した。